# Saint-Didier-sur-Beaujeu
Saint-Didier-sur-Beaujeu ist eine französische Gemeinde mit 603 Einwohnern (1. Januar 2022) im Département Rhône in der Region Auvergne-Rhône-Alpes. Saint-Didier-sur-Beaujeu gehört zum Arrondissement Villefranche-sur-Saône und zum Kanton Belleville-en-Beaujolais (bis 2015: Kanton Beaujeu). Die Einwohner werden Saint-Didiatons genannt.

## Geografie
Saint-Didier-sur-Beaujeu befindet sich etwa 22 Kilometer nordnordwestlich von Villefranche-sur-Saône. Umgeben wird Saint-Didier-sur-Beaujeu von den Nachbargemeinden Vernay und Les Ardillats im Norden, Beaujeu im Osten, Marchampt im Süden und Südosten, Claveisolles im Süden und Südwesten, Poule-les-Écharmeaux im Westen sowie Chénelette im Westen und Nordwesten.
Die Gemeinde gehört zum Weinbaugebiet Bourgogne.

## Bevölkerungsentwicklung
| Jahr                       | 1962 | 1968 | 1975 | 1982 | 1990 | 1999 | 2006 | 2013 |
| Einwohner                  | 405  | 392  | 389  | 365  | 439  | 402  | 502  | 637  |
| Quellen: Cassini und INSEE |      |      |      |      |      |      |      |      |